# Polygraphus
Polygraphus är ett släkte av skalbaggar som beskrevs av Wilhelm Ferdinand Erichson 1836. Polygraphus ingår i familjen vivlar.

## Bildgalleri

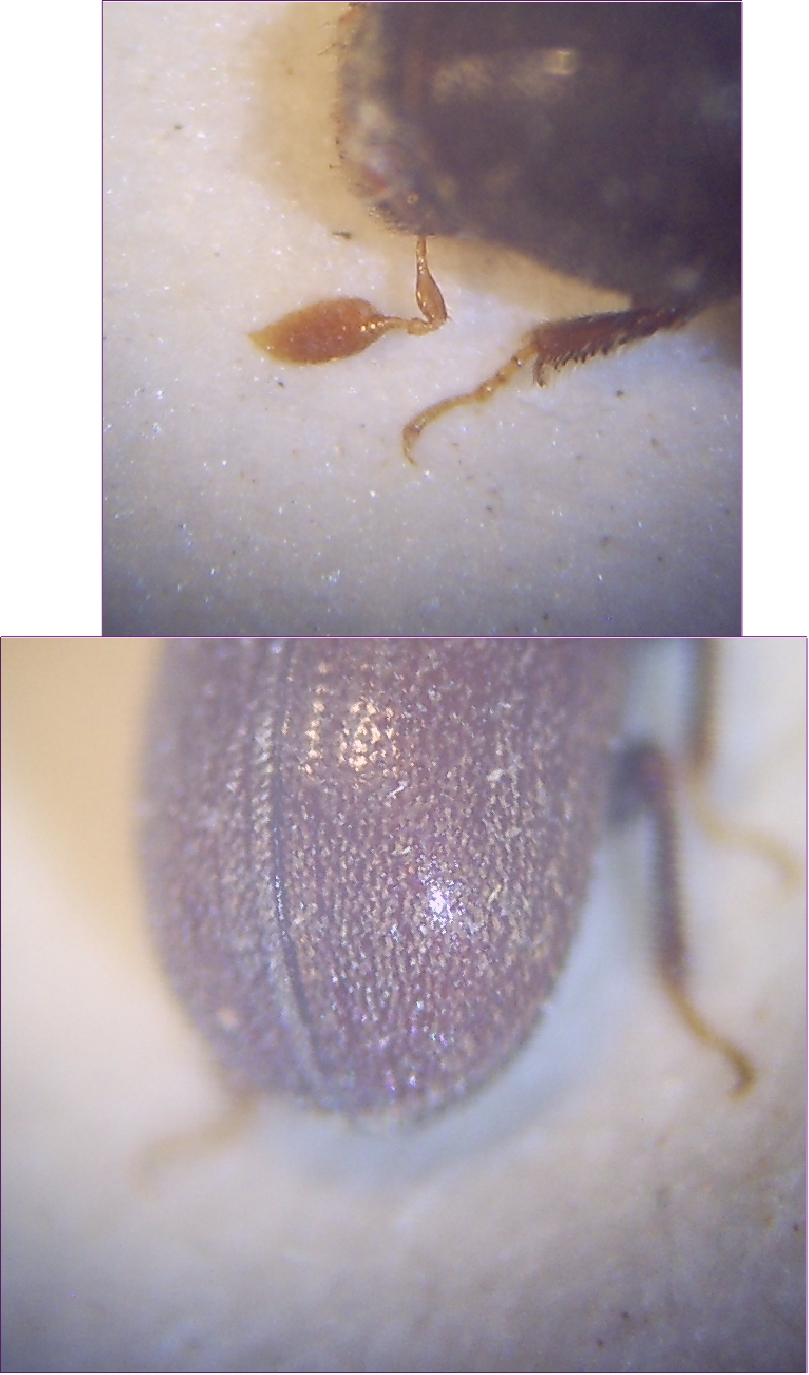
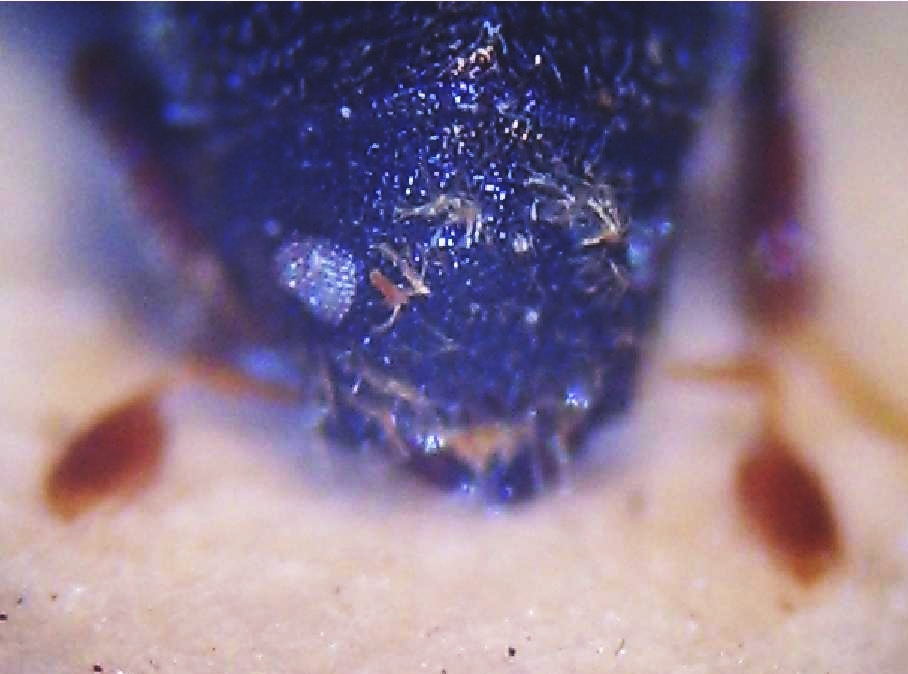
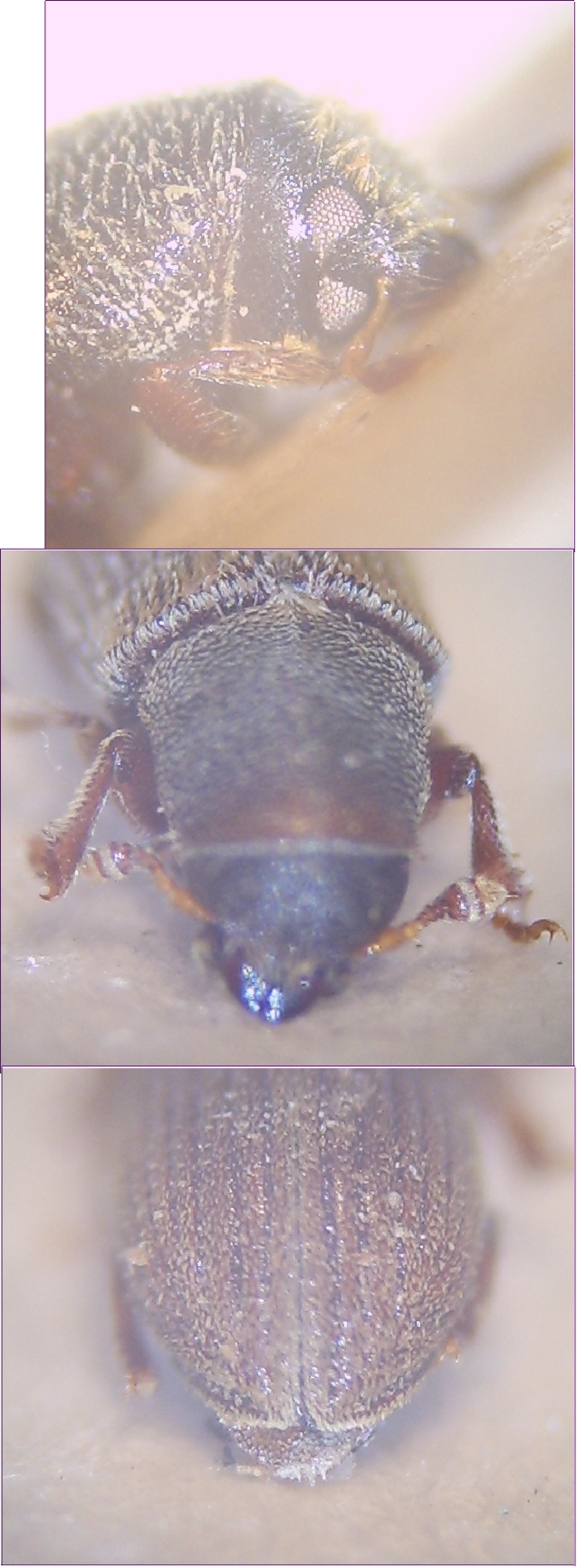
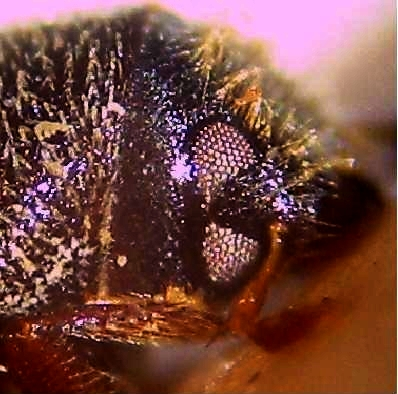
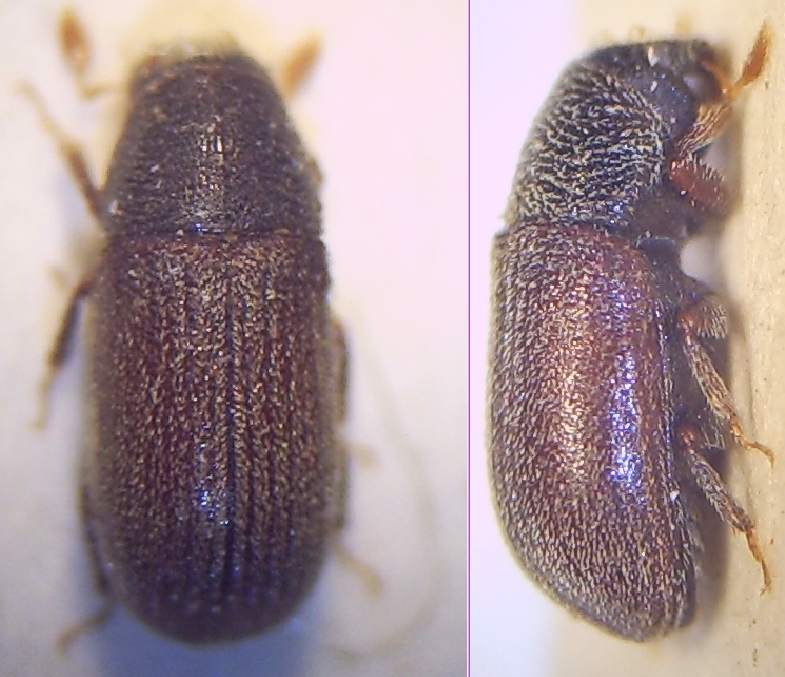
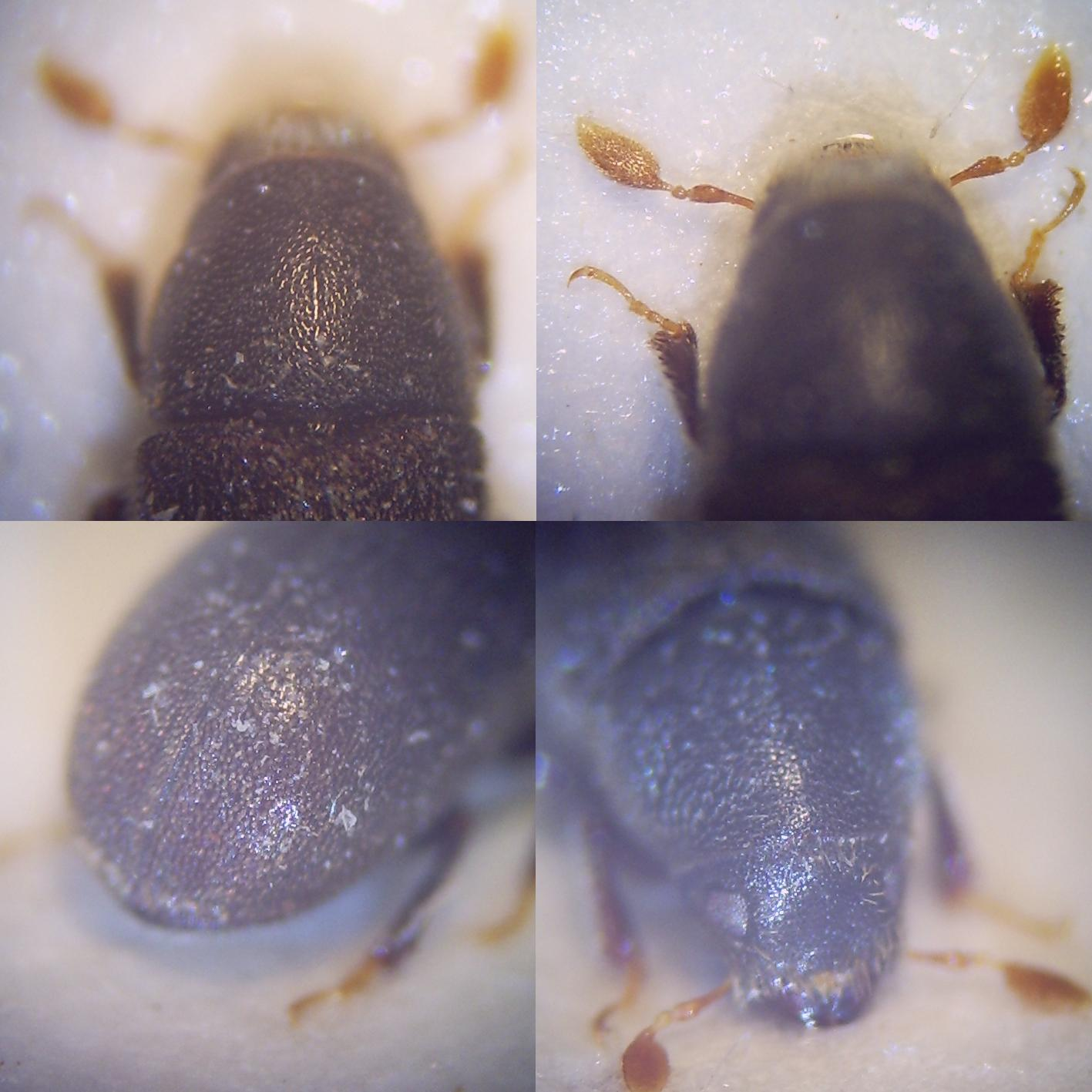

## Dottertaxa tillPolygraphus, i alfabetisk ordning[1][2]
- Polygraphus abietis
- Polygraphus aequalis
- Polygraphus aequatus
- Polygraphus afzeliae
- Polygraphus amplifolius
- Polygraphus angusticollis
- Polygraphus angustus
- Polygraphus anogeissi
- Polygraphus apicalis
- Polygraphus aterrimus
- Polygraphus bassiae
- Polygraphus basutoae
- Polygraphus bicolor
- Polygraphus binotatus
- Polygraphus brunneus
- Polygraphus burmanicus
- Polygraphus carphoboroides
- Polygraphus cembrae
- Polygraphus confusus
- Polygraphus congonus
- Polygraphus convexifrons
- Polygraphus coronatus
- Polygraphus creber
- Polygraphus difficilis
- Polygraphus dimorphus
- Polygraphus formosanus
- Polygraphus frontalis
- Polygraphus fulvipennis
- Polygraphus gracilis
- Polygraphus grandiclava
- Polygraphus grandis
- Polygraphus granulatus
- Polygraphus granulicauda
- Polygraphus granulifer
- Polygraphus griseus
- Polygraphus hexiensis
- Polygraphus himalayensis
- Polygraphus hoppingi
- Polygraphus horyurensis
- Polygraphus japonicus
- Polygraphus jezoensis
- Polygraphus junnanicus
- Polygraphus kasukumbii
- Polygraphus kisoensis
- Polygraphus kivuensis
- Polygraphus knochei
- Polygraphus krivolutskianus
- Polygraphus laticollis
- Polygraphus latus
- Polygraphus likiangensis
- Polygraphus longifolia
- Polygraphus longipilis
- Polygraphus magnus
- Polygraphus major
- Polygraphus majusculus
- Polygraphus meakanensis
- Polygraphus melanotus
- Polygraphus militaris
- Polygraphus minimus
- Polygraphus minor
- Polygraphus minusculus
- Polygraphus minutissimus
- Polygraphus miser
- Polygraphus montanus
- Polygraphus muluensis
- Polygraphus musangae
- Polygraphus nanus
- Polygraphus natalensis
- Polygraphus nigricans
- Polygraphus nigrielytris
- Polygraphus nobuchii
- Polygraphus oblongus
- Polygraphus occidentalis
- Polygraphus opacicollis
- Polygraphus orientalis
- Polygraphus parvulus
- Polygraphus perlaetus
- Polygraphus pini
- Polygraphus poligraphus
- Polygraphus potens
- Polygraphus primus
- Polygraphus proximus
- Polygraphus pseudobrunneus
- Polygraphus pterocaryi
- Polygraphus pubescens
- Polygraphus punctifrons
- Polygraphus pygmaeus
- Polygraphus querci
- Polygraphus retiventriculus
- Polygraphus ruandae
- Polygraphus rubripes
- Polygraphus rudis
- Polygraphus rufipennis
- Polygraphus rufus
- Polygraphus sachalinensis
- Polygraphus saginatus
- Polygraphus sapporoensis
- Polygraphus scalptor
- Polygraphus seriatus
- Polygraphus setosus
- Polygraphus shariensis
- Polygraphus sinensis
- Polygraphus solidus
- Polygraphus squameus
- Polygraphus squamosus
- Polygraphus squamulatus
- Polygraphus ssiori
- Polygraphus subopacus
- Polygraphus subsulcatus
- Polygraphus sulcatus
- Polygraphus sumatranus
- Polygraphus symphoniae
- Polygraphus szemaoensis
- Polygraphus taiwanensis
- Polygraphus tanzanicus
- Polygraphus tarsalis
- Polygraphus tenuipennis
- Polygraphus tenuis
- Polygraphus thitsi
- Polygraphus trenchi
- Polygraphus tropicus
- Polygraphus uchimappensis
- Polygraphus ugandae
- Polygraphus ussuriensis
- Polygraphus verrucifrons
- Polygraphus vexator
- Polygraphus vietnamensis
- Polygraphus worthini
- Polygraphus xaverti
- Polygraphus yunnanensis
- Polygraphus zambianus
- Polygraphus zhungdianensis